# Matina Karra
Matina Karra (in greco Ματίνα Καρρά?; Pireo, 8 agosto 1944) è un'attrice, doppiatrice e conduttrice televisiva greca.

## Biografia
Nata nel 1944 al Pireo, Matina Karra ha studiato recitazione presso la Scuola di recitazione "Giorgos Theodosiadis" di Atene. 

## Vita privata
È madre della attore e doppiatore Sarantos Geogleris, avuta dalla attore e doppiatore Giorgos Geogleris

## Doppiaggio

### Film
- Rebecca De Mornay (parte parlata) in La bella e la bestia

### Film d'animazione
- Shelly in Barbie e lo schiaccianoci, Barbie Raperonzolo, Barbie - Lago dei cigni
- Biancaneve (parte parlata) in Biancaneve e i sette nani
- Bizet in Gli Aristogatti

### Serie televisive
- Amy Jo Johnson (2ª voce), Karan Ashley e Nakia Burrise  in Mighty Morphin Power Rangers
- Catherine Sutherland e Nakia Burrise in Power Rangers Zeo
- Tracy Lynn Cruz,  Patricia Ja Lee  e Melody Perkins in Power Rangers in Space
- Cerina Vincent in Power Rangers Lost Galaxy
- Alison MacInnis, Sasha Williams e Monica Louwerens in Power Rangers Lightspeed Rescue
- Erin Cahill in Power Rangers Time Force
- Catherine Sutherland, Nakia Burrise, Tracy Lynn Cruz e Patricia Ja Lee in Power Rangers Turbo
- Alyson Kiperman  in Power Rangers Wild Force
- Sarah Brown (2ª voce) in VR Troopers

### Cartoni animati
- Candy in Candy Candy
- Bunny Tsukino/Sailor Moon/Principessa Serenity in  Sailor Moon (ed. ANT1)